# Cássia Eller ao Vivo
Cássia Eller Ao Vivo é o primeiro álbum ao vivo da cantora brasileira Cássia Eller, lançado em 1996. Este álbum é também conhecido pelo nome "Violões".

## Histórico
Primeiro disco ao vivo da carreira de Cássia, foi gravado durante a turnê do disco Cássia Eller, lançado dois anos antes. Ficou famoso pelos arranjos peculiares, feitos com três violões apenas, sendo um deles tocado pela própria cantora.

## Faixas
| N.º            | Título                    | Compositor(es)                          | Duração |  |
| 1.             | "E.C.T."                  | Nando Reis/Marisa Monte/Carlinhos Brown | 3:34    |  |
| 2.             | "Nenhum Roberto"          | Nando Reis                              | 2:36    |  |
| 3.             | "Eu Sou Neguinha"         | Caetano Veloso                          | 3:49    |  |
| 4.             | "Nós"                     | Tião Carvalho                           | 3:07    |  |
| 5.             | "1º de Julho"             | Renato Russo                            | 4:50    |  |
| 6.             | "Na Cadência do Samba"    | Matilde Alves/Paulo Gesta/Ataulfo Alves | 3:32    |  |
| 7.             | "Por Enquanto"            | Renato Russo                            | 4:27    |  |
| 8.             | "Try A Little Tenderness" | Campbell/Conelly/Woods                  | 4:27    |  |
| 9.             | "Malandragem"             | Frejat/Cazuza                           | 4:08    |  |
| 10.            | "Não Amo Ninguém"         | Frejat/Ezequiel Neves/Cazuza            | 4:21    |  |
| 11.            | "Música Urbana 2"         | Renato Russo                            | 3:58    |  |
| 12.            | "Socorro"                 | Alice Ruiz/Arnaldo Antunes              | 4:14    |  |
| 13.            | "Metrô Linha 743"         | Raul Seixas                             | 4:07    |  |
| 14.            | "Coroné Antonio Bento"    | Luiz Wanderley/João do Vale             | 6:11    |  |
| Duração total: | Duração total:            | Duração total:                          | 52:20   |  |